# Odo (Star Trek)

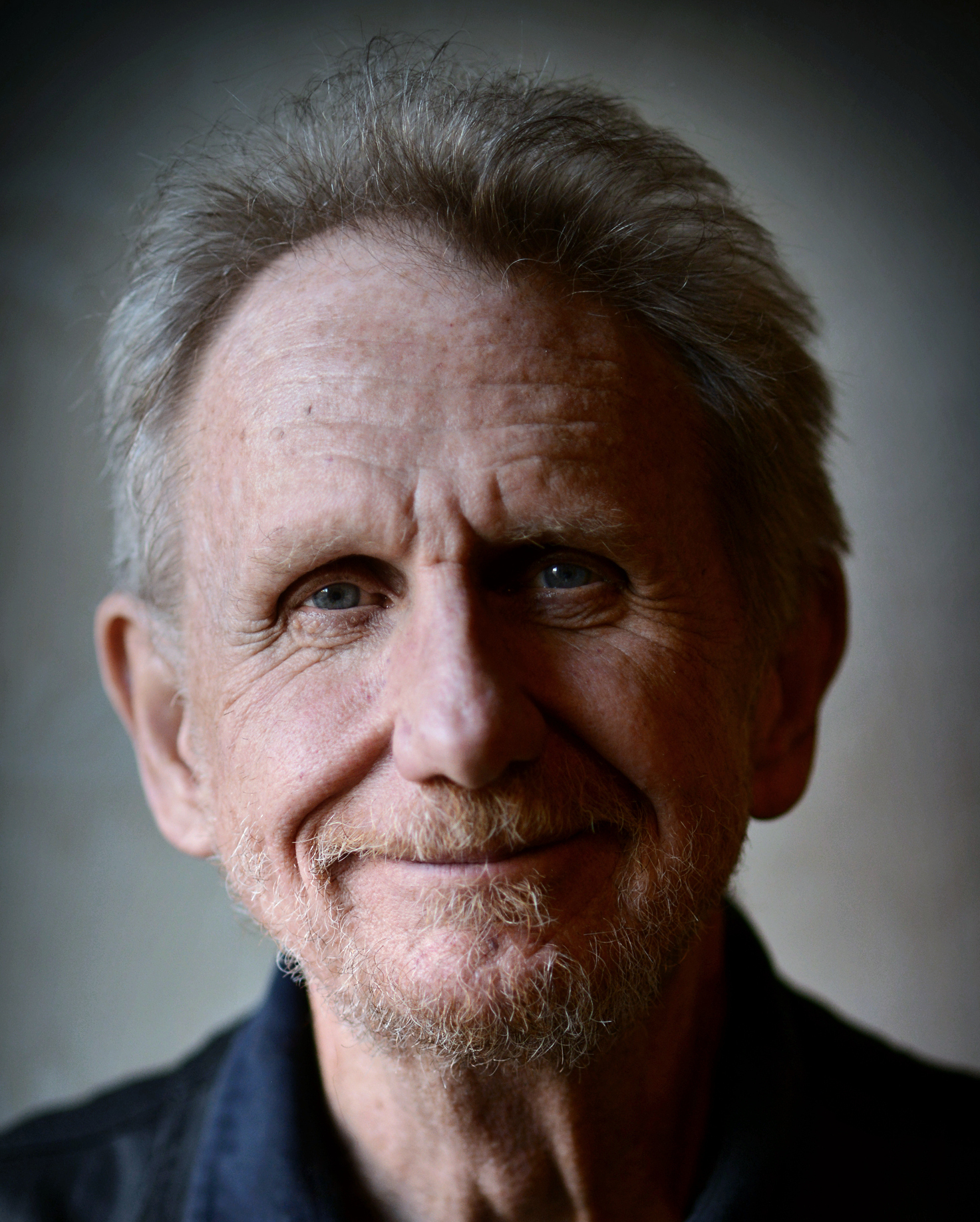
René Auberjonois, qui joue Odo dans Star Trek: Deep Space Nine.

Pour les articles homonymes, voir Odo.
Cet article possède un paronyme, voir Odon.
Personnage fictif de Star Trek, Odo (abréviation de Odo'ital, échantillon inconnu ou plus précisément rien en cardassien) est le chef de la sécurité dans les sept saisons successives de la série télévisée Star Trek: Deep Space Nine. Il est interprété par l'acteur René Auberjonois.

## Biographie
Ce métamorphe, qui ignore tout de ses origines pendant une grande partie de son existence, a été découvert dans la Ceinture de Denorios (à proximité de Bajor) en 2358 et représente tout d’abord une énigme pour ceux qui l’ont recueilli (lesquels ne voient initialement en lui qu’une masse informe de « bouillon » organique étrangement capable de réactions). Il passe donc plusieurs années à l’Institut Bajoran des Sciences où il est notamment étudié par le docteur Mora Pol, qui lui apprend à évoluer parmi les représentants d’une société peuplée d'humanoïdes en adoptant une forme qui se rapproche autant que possible de la leur. Odo considère d’ailleurs plus ou moins le docteur Mora comme son père malgré la froideur teintée de pragmatisme et la cruauté involontaire du scientifique (lequel privilégie les expériences et oublie le plus souvent de manifester quelque sentiment que ce soit envers son protégé), qui conduisent finalement le métamorphe à entrer en conflit avec ceux qui prenaient jusqu’alors soin de lui et à quitter l’Institut.
Confronté à une société bajorane dans laquelle il n’a pas vraiment trouvé sa place et aux forces d’occupation cardassiennes pour lesquelles il représente une forme de vie totalement négligeable (il leur doit d’ailleurs le quolibet qui deviendra son nom et qui constitue la première partie du terme cardassien « odo’ital » pouvant se traduire par « rien »), Odo se retrouve sur la station orbitale minière Terok Nor en 2365 et y exerce d’abord de façon informelle un rôle d’arbitre dans les affaires mettant en cause les Bajorans qui vivent sur place. En 2365, il est ainsi chargé par Gul Dukat d'enquêter sur l’assassinat du pharmacien bajoran Vaatrik. Si ses investigations conduisent à innocenter la Bajorane Kira Nerys, elles impressionnent le préfet cardassien au point que ce dernier le nomme officiellement chef de la sécurité. 
En 2366, il est même élevé au rang d’homme de loi et habilité à siéger dans les tribunaux de Cardassia. 
Lorsque la station (bientôt rebaptisée Deep Space Nine) est abandonnée par les Cardassiens en 2369 et administrée par les Bajorans en attendant l’arrivée d’un détachement de Starfleet, Odo, qui n’a jamais trahi la confiance que les natifs de Bajor plaçaient en lui, n’est nullement accusé de collaboration avec l’ennemi et se voit au contraire confirmé dans ses fonctions de chef de la sécurité (ou constable). Il travaille dès lors sous les ordres du commandeur Benjamin Sisko et sous ceux du major Kira Nerys, son dégoût pour la violence (et le refus de porter une arme qui en découle) ne l’empêchant nullement de se montrer aussi efficace que possible.
Sur le plan personnel et sentimental, son état physique particulier et l’obligation dans laquelle il se trouve de retourner à sa forme liquide initiale toutes les 16 heures freinent considérablement le chef de la sécurité de DS9 dans sa recherche d’une compagne. En 2369, il connaît pourtant des moments d’intimité aussi inattendus que précieux en compagnie de l’ambassadeur Lwaxana Troi lorsque la Bétazoïde se trouve bloquée en sa seule compagnie dans un ascenseur de la station et qu’elle finit par le « recueillir » contre elle au moment où il est contraint de se liquéfier. Il épouse d’ailleurs Madame Troi en 2372, même si le seul objectif déclaré de ce mariage blanc réside dans la possibilité ainsi offerte à la diplomate bétazoïde d’échapper à sa récente union avec le Tavnien Jeyal (qui souhaitait lui confisquer l’enfant qu’il avait conçu avec elle). Toujours en 2372, Odo, qui s’est aperçu l’année précédente de son attirance envers le major Kira, se rend compte que ses émotions naissantes ne sont pas sans conséquence sur son travail et décide de les mettre en sommeil. En 2373, il rencontre en revanche brièvement Arissa (une Idanienne travaillant sous couverture pour les services de renseignement de sa planète) qui lui permet de connaître sa première expérience sexuelle avec une humanoïde. À la fin de la même année, le constable métamorphe ne parvient plus à dissimuler ses sentiments envers Kira Nerys. Il doit toutefois attendre 2374 pour que ceux-ci s'avèrent réciproques et pour que leur relation devienne « officielle ».
Le métamorphe découvre en 2371 qu’il appartient en fait au peuple des Fondateurs (ou Founders, également surnommés Korrigans, Changelings ou Changeants) du Dominion, qui règnent sur la majeure partie du Quadrant Gamma, et qu’il est issu comme tous ses semblables du « Grand Lien » (ou « Great Link »), une masse liquide stagnant sur une planète sans soleil au sein de la nébuleuse d’Omarion. Odo se trouve être l’un des 100 « enfants » Changeants envoyés aussi loin que possible dans l’espace plusieurs dizaines d’années auparavant afin d’engranger un maximum d’informations sur le reste de la galaxie et de revenir ultérieurement en faire part aux leurs.
Cette même année est à la fois pour le constable Odo celle des réponses et celle des doutes. S'il rencontre pour la première fois ses semblables, il ne tarde pas en effet à découvrir qu'ils s'apprêtent à plonger la galaxie dans l’un des conflits les plus importants de son Histoire. Ayant choisi son camp dès le début de la guerre qui ne tarde pas à débuter, le chef de la sécurité de DS9 reste toutefois fidèle à la Fédération et aux Bajorans, quitte à se couper de son peuple d’origine. Il va même jusqu’à tuer accidentellement un autre Fondateur infiltré à bord du Defiant et se voit jugé et condamné pour cet acte un an plus tard par le Grand Lien, qui fait de lui un humanoïde à part entière en lui retirant ses pouvoirs de transformation. En 2373, il les récupère toutefois grâce à l’enfant Changeant qu’il recueille et dont il tente de s’occuper avec l’aide du docteur Mora Pol. Avant de s’éteindre, son protégé lui offre en effet sa propre capacité à adopter les formes et les textures les plus variées. 
Tandis que les hostilités semblent devoir toucher à leur fin en 2375, Odo n’échappe pas à la maladie qui décime les maîtres du Dominion. Lorsqu’il en triomphe grâce à l’antidote mis au point par le docteur Julian Bashir, il se voit cependant confier des responsabilités auxquelles il ne s’était pas réellement préparé. La Représentante des Fondateurs accepte en effet d’être jugée pour ses actes belliqueux à la seule condition que le constable quitte les fonctions qu’il occupe et qu'il prenne sa place à la tête du Grand Lien, à charge pour lui d’apprendre aux êtres qui le composent comment vivre en paix avec les autres peuples.
Au terme de plusieurs années de guerre, Odo quitte donc l'espace bajoran pour la nébuleuse d'Omarion où sa compagne Kira Nerys le laisse afin qu'il accomplisse sa destinée.

## Univers parallèle
Dans l'univers parallèle ou miroir, Odo est le superviseur du complexe minier de Terok Nor qu'il dirige avec une main de fer basé sur une série de règlements. Ces règlements appelés "règle de l'obéissance" sont dictés par Odo comme Quark dicterait les règles de l'acquisition dans l'univers primaire. Il fut tué par le docteur Bashir de l'univers primaire lorsqu'il était occupé à faire évacuer les terriens du complexe minier.